# Іспанська колонізація Америки

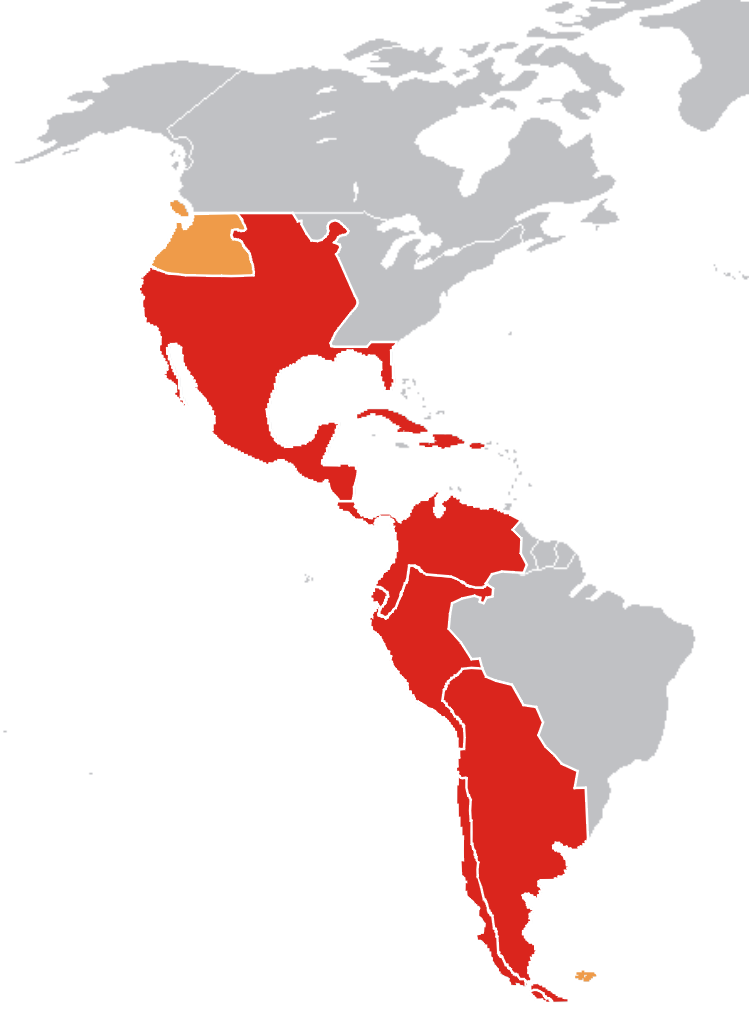
Червоний колір — Іспанська імперія наприкінці XVIII століття; помаранчевий — територіальні претензії Іспанії

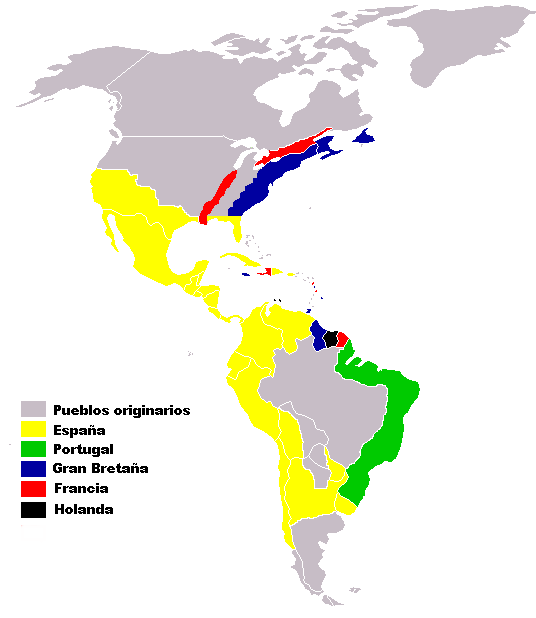
Європейські колонії (XVI-XVIII століття)

Іспанська колонізація Америки (1492–1898, конкіста, конквіста ісп. La Conquista) почалася з відкриття іспанським мореплавцем Колумбом перших островів Карибського моря в 1492, які іспанці вважали частиною Азії.
Продовжувалася в різних регіонах по-різному. Більшість колоній зуміли завоювати незалежність на початку XIX століття, коли сама Іспанія переживала період глибокого соціально-економічного занепаду. Однак ряд острівних регіонів (Куба, Пуерто-Рико, тимчасово також Домініканська Республіка) управлялися Іспанією до 1898, коли США позбавили Іспанію її колоній внаслідок війни.

## Передумови колонізації
Пошук іспанцями (а також португальцями, голландцями, французами та ін.) нового шляху в Індію був продиктований прискореним темпом розвитку європейського суспільства, зростанням обсягів промисловості та торгівлі, потребою знайти великі запаси золота (яке згодом відбилася в легендах про Ельдорадо та Пайтіті), попит на яке різко зріс. Важливим був і той факт, що в самій Іспанії тільки-но закінчилася Реконкіста країни, південь якої був звільнений від маврів. За довгі 8 століть Реконкісти в Іспанії сформувався численний клас військовиків, у тому числі військових авантюристів, які звикли жити за рахунок військової здобичі, грабежів, мародерства та експлуатації морисків, прикриваючись при цьому прагненням поширити віру Христа та звільнити землю Іберії від невірних мусульман. Необхідно було терміново зайняти цих лицарів новими проектами завоювань, інакше їх перебування в країні могло загрожувати соціальним вибухом. Також прискорене зростання населення Іспанії призвело до браку земель на посушливому, маловодному півдні країни. Крім того, після завершення Реконкісти всі мавританські землі були скоро поділені, і в країні з'явилася значна кількість так званих ідальго, молодших синів лицарів, які не отримали спадщини та поневірявся в пошуках швидкої наживи, промишляючи бандитизмом на дорогах країни. Всі ці групи надалі склали основу класу конкістадорів. Спочатку Іспанія планувала продовжити витіснення мусульман з північної Африки, проте мусульмани чинили сильний опір і, крім захоплення низки невеликих прибережних фортець, успіхи в цьому напрямку були незначні. Увага конкістадорів незабаром перейшла на підкорення обширних та часто малонаселених просторів Нового Світу.

## Особливості іспанської колонізації Америки
- Ранній початок (кінець XV століття): іспанці були першопрохідцями Америки. Іспанська колонізація почалася набагато раніше британської.
- Феодальний характер колонізації: через ранній початок, іспанська колонізація носила яскраво виражений феодальний характер. В Америку були перенесені феодальні оброки (енком'єнда), панщина, системи патронажу та пеонаж. У ряді острівних та приморських регіонів існувало також і рабство, переважно негритянське. На Кубі воно проіснувало до кінця XIX століття.
- Аграрно-сировинний характер колонізації, слабкий розвиток промисловості, поширення монокультур.
- Відносна слабкість расово-етнічних протиріч між колонізаторами та місцевими: після короткочасних початкових зіткнень, іспанська культура проникла в ядро місцевих автохтонних культур та злилася з ними в єдине ціле. Виникло безліч змішаних та перехідних субкультур, які об'єднали між собою іспанська мова та католицтво. Масова метисація населення, наявність (принаймні, в теорії) ступенів соціальної та кар'єрної мобільності для вихідців з «низьких» рас шляхом поступового відбілювання, відсутність сегрегації та явної дискримінації за расовою ознакою. Швидка гуманізація підходу до індіанців та негрів (Бургоські закони, 1512).
- Відсутність централізованого підходу до адміністративної організації колоній в Америці, які утворили кілька незалежних держав, а не одну, як Бразилія (португальська колонія) або США (британська колонія).
- Чоловічий тип колонізації: всього з Іспанії в Америку за перші три століття колонізації переселилося близько 600 000 іспанців, причому до 80% переселенців до Латинської Америки склали самотні чоловіки, які вступали в контакти з жінками індіанського та африканського походження.